# Museu de l'església de Sant Joan de Déu
El museu de l'Església de Sant Joan de Déu de Múrcia (Regió de Múrcia, Espanya) és una de les seus del Museu de Belles arts de Múrcia que acull una important col·lecció d'imagineria religiosa des del segle xv al segle xx. L'antiga església, datada en el segle xviii, està situada a la rodalia de la Catedral, en una plaça tradicional del nucli antic de la ciutat. L'església formava part del conjunt hospitalari de Sant Joan de Déu, que prèviament va ser hospital templari, i primigèniament l'Alcàsser Major de la ciutat, del que s'exhibeixen valuoses restes en el subsòl.

## Història de l'edifici

### L'alcàsser Nasir de Múrcia

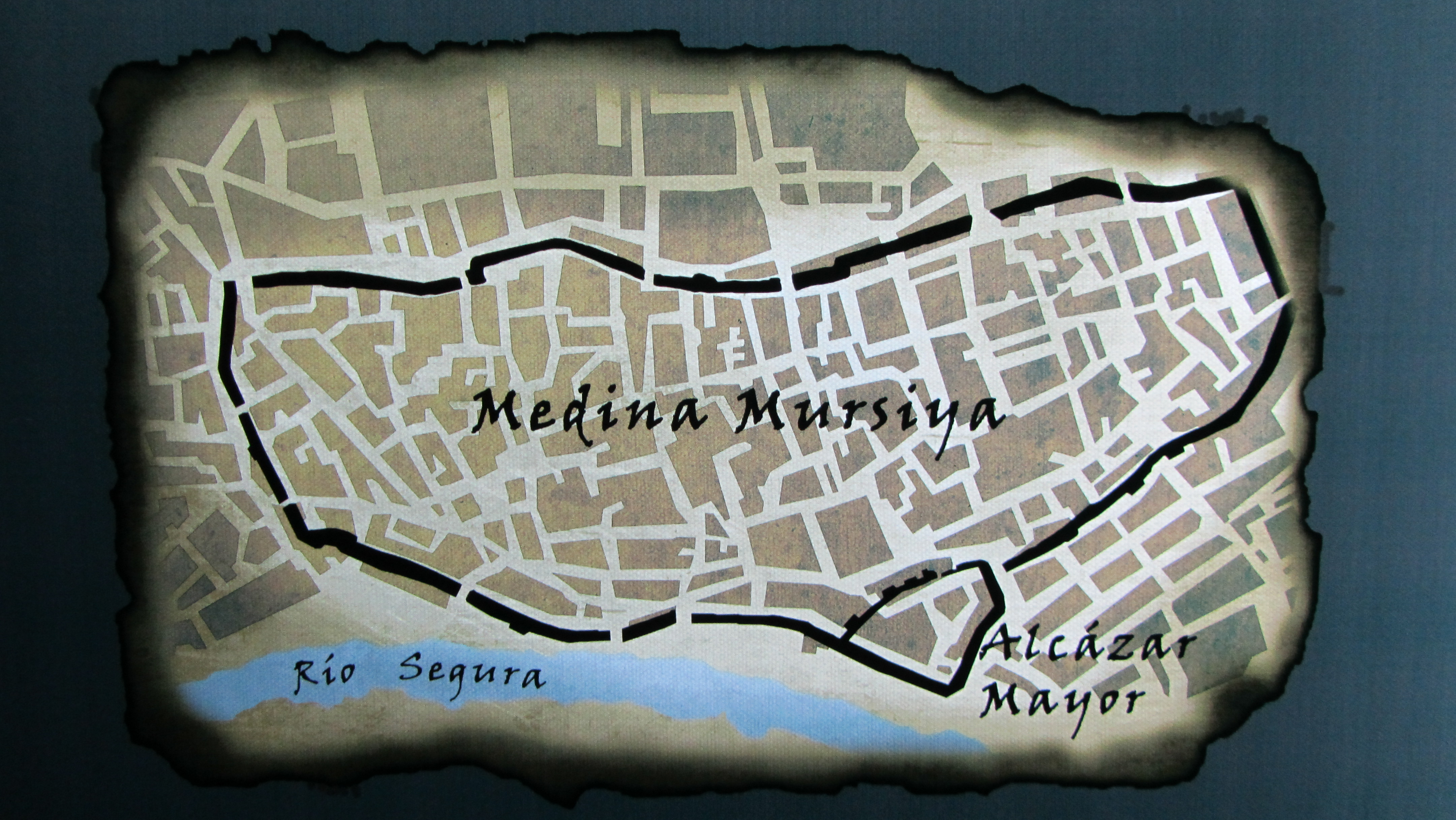
Imatge de la posición de l'alcàsser Major amb respecte a la medina medieval de Múrcia i els seus ravals.

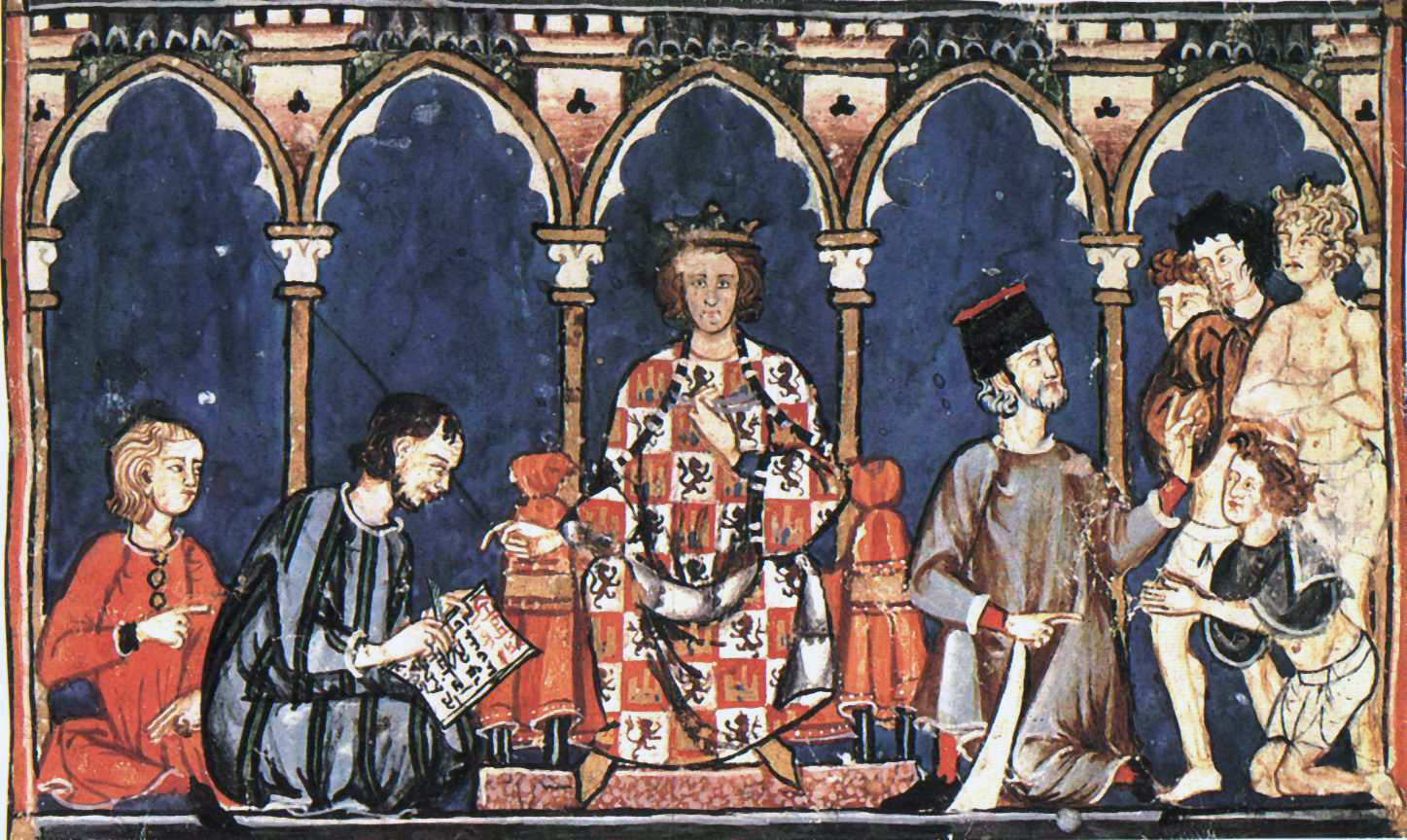
Alfons X el Savi.

Després de la signatura del Tractat d'Alcaraz en 1243, la ciutat de Múrcia i el seu regne van passar a ser un protectorat castellà. Com a conseqüència, l'infant Alfons -futur Alfons X- va fer entrada a la ciutat l'1 de maig del mateix any, prenent possessió de l'alcàsser Nasir alcàsser major- mentre que els membres de la família real musulmana -que encara figuraven com a reis de Múrcia- es van traslladar al monestir de Santa Clara la Real de Múrcia. Es creu que va ser en aquest moment quan, dins del recinte de l'alcàsser Major, seu de la guarnició castellana després del tractat, l'infant Alfons va manar construir el primer temple cristià de la ciutat, antecessor de l'actual, sobre la mesquita de l'alcàsser -les restes del qual es troben en el subsòl-.
Aquest primer temple va ser lliurat per Jaume I a l'Orde del Temple quan el monarca aragonès va sufocar la revolta mudèjar murciana en 1266. Aquesta cessió va ser confirmada per Alfons X el Savi, ordenant que el temple estigués sota l'advocación de Santa María la Real de Gracia.
Les preferències del monarca castellà per l'església de l'alcàsser van arribar a tal punt que va anar aquí on el rei savi va voler ser enterrat seguint els dictats del seu testament en 1284.
| « | E pues Dios quiere que nuestras debdas sean cunplidas, e pagadas e cunplidas las mandas, que el nuestro cuerpo sea enterrado en nuestro monesterio de Sancta María la Real de Murcia. | » |

No obstant això, en el seu testament especificava que si finalment no podia ser enterrat a Múrcia, que les seves entranyes anessin tretes i enviades a aquesta església. On finalment no només van reposar les entranyes del monarca, sinó també el cor que al principi va voler enviar a Terra Santa.
| « | Mandamos otrosi que cuando sacaren el nuestro corazon para llevarlo a la Sancta tierra de Ultramar, segund que es ya dicho, e que saquen lo otro de nuestro cuerpo e lo lleven a enterrar al monesterio de Sancta Maria la Real de Murcia. | » |

### D'alcàsser a hospital templari
Els templaris, regidors de l'església i de l'antic alcàsser després de la conquesta definitiva, van instal·lar en part del mateix les dependències d'un hospital, iniciant-se l'activitat assistencial en aquest solar de forma continuada des del segle xiv, convertint-se en la més important institució hospitalària de la ciutat fins a mitjans del segle xx.
En 1314, després de la dissolució dels templaris, els cavallers de l'Ordre de Calatrava van ser els que es van fer càrrec de l'alcàsser, de l'església així com de l'hospital.
En 1525, les restes d'Alfons X van ser traslladats a la Catedral per petició del concejo de la ciutat i per ordre de l'emperador Carles I, després de descansar durant 241 anys en aquesta església.

### L'Hospital de Sant Joan de Déu

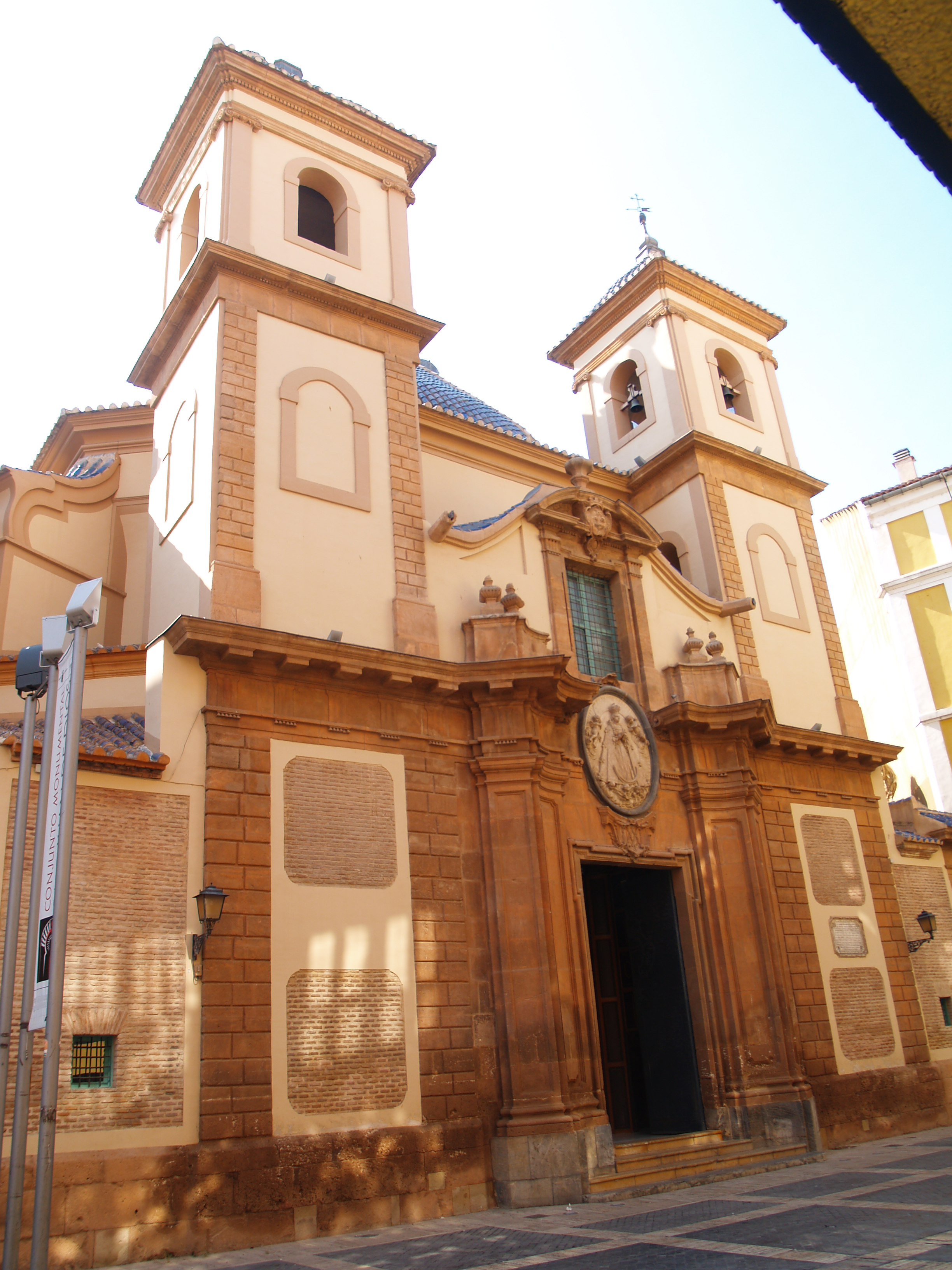
Façana actual de Sant Joan de Déu. Segona meitat del segle.

En el segle xvii es va crear al costat de l'església l'hospital de l'Orde de Sant Joan de Déu pel que el temple va passar a ser capella de l'hospital. L'església va començar a denominar-se com la de "Sant Joan de Déu" encara que el seu principal culte -per aquest motiu continuï presidint l'altar major- segueixi sent el de Santa María la Real de Gracia y del Buen Suceso, com ho és des de l'edat mitjana.
En el 1764 el racioner major de la Catedral, José Marín y Lamas, va sufragar l'enderrocament de l'església primitiva per edificar la que coneixem avui, acabada en el 1781 i que es convertirà en joia de l'arquitectura rococó, obra de Martín Solera.
Sant Joan de Déu va seguir sent la capella de l'hospital encara que aquest va passar a estar regentat pel concejo i l'extinta Diputació Provincial en la dècada de 1830. Així seguiria fins als anys 50 del segle xx, quan l'hospital es va traslladar al barri de Vistabella de Múrcia i l'antic immoble del centre sanitari es va demolir per donar pas a la Diputació Provincial -edifici que avui allotja la Conselleria d'Economia i Hisenda del Govern regional murcià-. L'església és l'única part del conjunt anterior que roman en peus.
Des de 1957 és seu de la Confraria de la Salut murciana, que desfila en processó la nit del Dimarts Sant. Des de 1999 també és seu de la Confraria del Jacent de la ciutat, que desfila en la tarda del Dissabte Sant.

### Església-Museu
L'Església de Sant Joan de Déu ha estat parcialment dessacralitzada i és avui el lloc on s'exposa la col·lecció d'imagineria religiosa murciana del segle xv al xix del Museu de Belles arts de Murcia| (MUBAM), així com la col·lecció d'escultures de Juan González Moreno propietat de la Comunitat Autònoma a més de les restes de l'alcàsser musulmà en el subsòl.

## Estructura arquitectònica

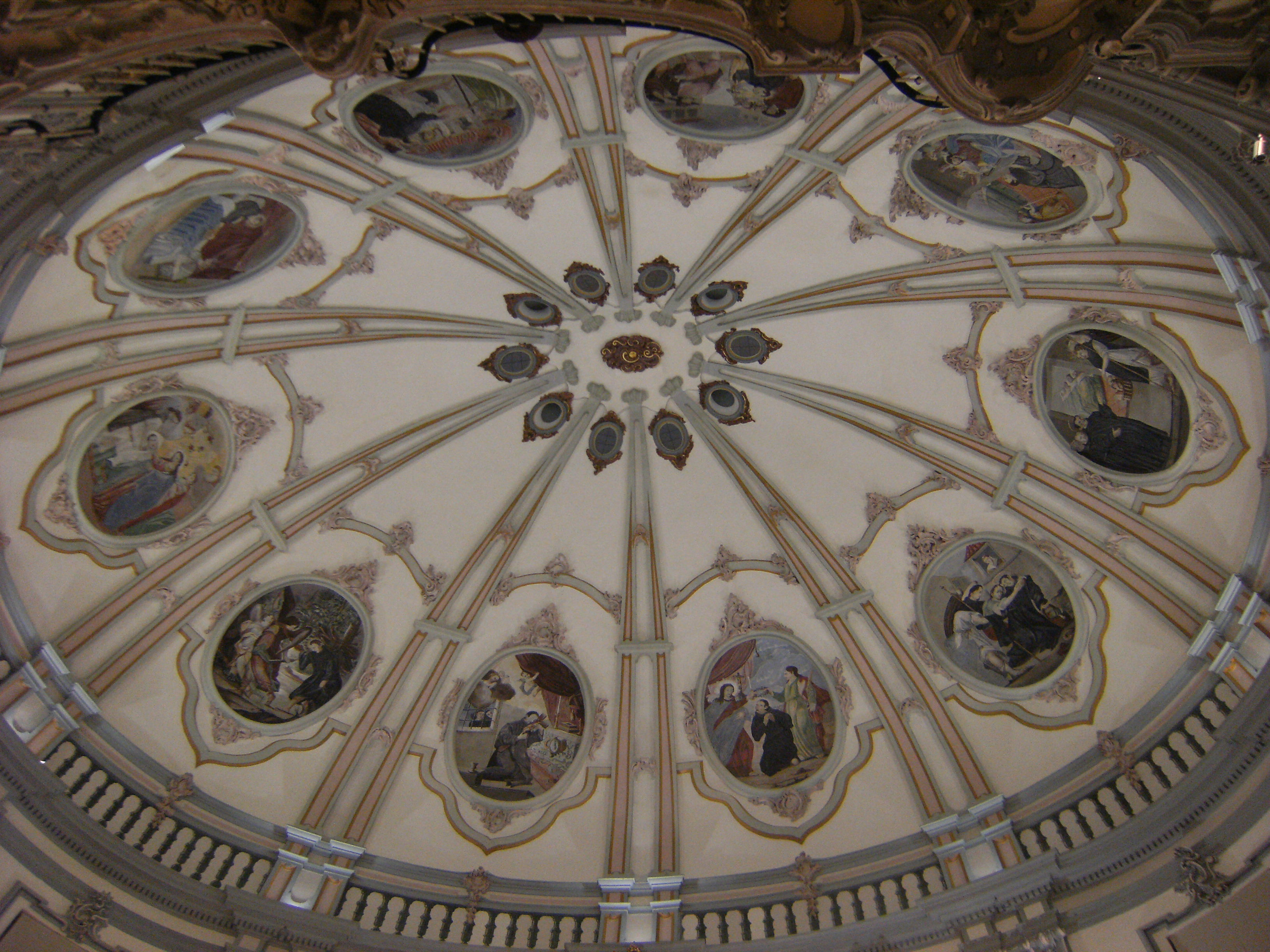
Interior de la cúpula de l'església amb pintures sobra la vida de Sant Joan de Déu.

L'església té una curiosa planta el·líptica disposant la porta d'accés per un dels costats majors de l'el·lipse i l'altar major en l'oposat. Aquesta disposició es deu al fet que l'església va ser concebuda com un espai sacre a manera de gran sagrari on es venerava l'eucaristia, representada en la bella custòdia del temple que compta amb un tractament escenogràfic preferencial.
Vuit són els pilars que sostenen la coberta, i adossats als sis més propers a l'Altar Major es troben les escultures de Sant Isidor, Sant Fulgenci de Cartagena, Santa Florentina de Cartagena, Sant Leandre, Sant Josep i Sant Bernat de Claravall, totes elles de l'escultor Pedro Jugán. Entre els pilars es disposen sis capelles intercomunicades de planta trapezoïdal i el corresponent Altar Major semicircular.
La traça de l'església és realment curiosa i diferent a la resta de temples murcians, molt influenciada per l'estètica de Bernini en Sant Andreu del Quirinal. Tant l'estructura com la distribució de les capelles i molt especialment la rica decoració rococó, fan d'aquesta església una autèntica joia.
El sistema decoratiu compta amb un repertori extens de motius en guix i estuc, rocalla, motllures i cornises seguint un determinat sistema espacial marcat per contraforts i pilastres que tanca en una gran cúpula sobre tambor decorada amb pintures que representen diferents episodis de la vida de Sant Joan de Déu, obra d'Agustín Navarro.

## Seccions del museu

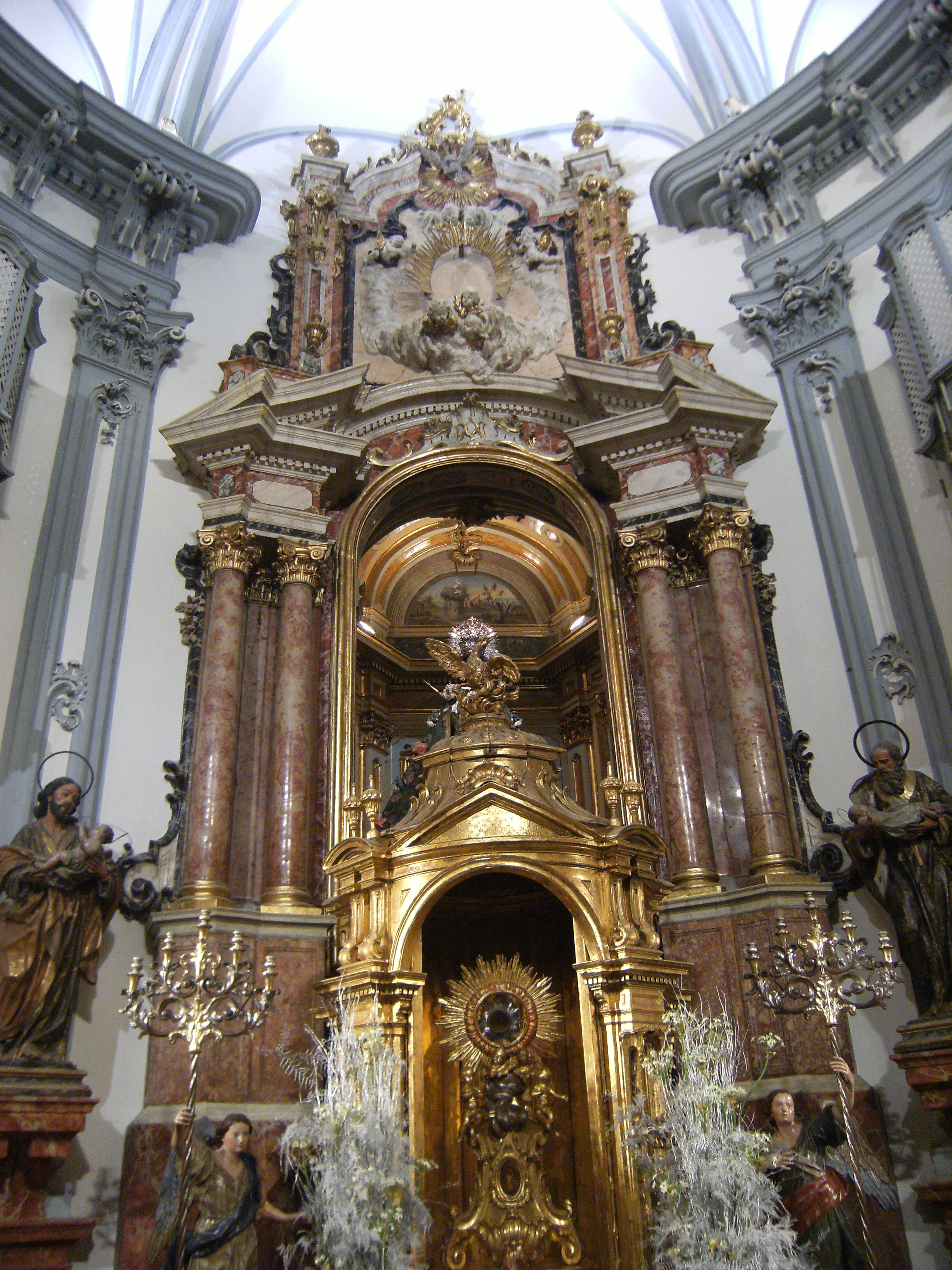
Retaule rococó de l'altar mayor de Sant Joan de Déu.

### L'església
Les sis capelles radials acullen sis retaules pictòrics d'arquitectura fingida, obra de l'italià Paolo Sístori (segle xviii), que enganyen completament a l'ull.
A més, dins del patrimoni de l'Església-Museu destaquen diferents escultures: talles anònimes de Sant Joan de Déu, de la Nostra Senyora dels Dolors i de la Dormición de la Verge' del segle xviii, Sant Rafael Arcàngel de Francisco Salzillo i altres imatges del mateix autor -com els Àngels Turiferaris, Sant Josep amb el Nen o Sant Joaquim amb la Verge Nena-, una Assumpció del segle xvi i diverses obres provinents de l'antiga i dessacralitzada església de Sant Esteban.
També es poden contemplar a l'Església-Museu les tres imatges titulars de les dues confraries que tenen seu en ella, el Santíssim Crist Jacent de Diego d'Ayala (1570), La nostra Senyora de la Llum en La seva Solitud del taller de Pedro de Mena del segle xvii, i el Santíssim Crist de la Salut, anònim del segle xv, que és la talla més antiga que processiona en la Setmana Santa de Múrcia i que se li coneix així per haver estat a l'antic hospital de Sant Joan de Déu, lloc pel qual passaven centenars de malalts a resar-li cada dia.

### El llegat de Juan González Moreno

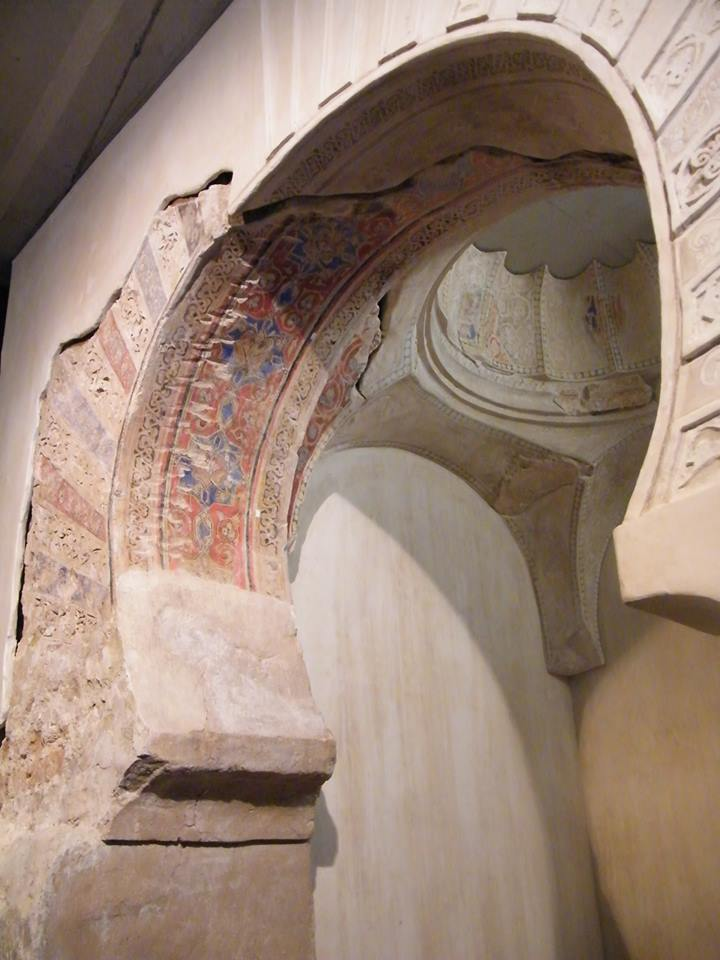
Detall del mihrab del oratori de l'alcàsser Nasir de Múrcia..

Una altra secció del Museu és la que es disposa en el cor i el deambulatori, on es mostra el llegat de l'escultor Juan González Moreno, col·lecció que l'artista va donar a la comunitat autònoma de la Regió de Múrcia en 1996, poc abans de la seva mort. El conjunt exposat ho formen tant escultures (de variada temàtica i grandàries), com a dibuixos i utensilis del taller del que va ser el millor escultor murcià del segle segle xx.

### Alcàsser musulmà
La tercera i última secció són les valuosíssimes restes arqueològiques de l'antic Alcàsser Nasir que es troben en la planta baixa del Museu. Es tracta d'un llenç de la muralla exterior de l'alcàsser de 30 metres de llargària, i fonamentalment les interessants restes d'un oratori i un panteó real. De l'oratori destaquen el mur de l'alquibla i el mihrab, amb la seva policromia i decoració originals del segle xii. En el panteó o rawda es poden contemplar les restes de nou tombes d'estructura tumular, atribuïbles a la família del sobirà Ibn Mardanix, conegut com el rei llop, en el regnat del qual es va aixecar aquesta part l'Alcàsser Major (1147-1172).

## Altres activitats
A l'església també es realitzen altres actes, generalment concerts de música de cambra -existeix un programa complet cada temporada-.

## Horari
- De dimarts a dissabtes: 10:00 - 14:00 i 17:00 - 20:30.
- Diumenges i festius: 10:00 - 14:00.
- Dilluns: tancat.